# Sam's Song
Sam's Song è un film del 1969 diretto da Jordan Leondopoulos (accreditato come John Shade). Nel 1979 fu riedito con l'aggiunta di nuove scene, mantenendo invece le stesse scene girate nel 1969 in cui c'era De Niro, con il titolo di The Swap.

## Trama
Un montatore cinematografico di New York City che lavora a un documentario su Richard Nixon e trascorre un fine settimana con i suoi ricchi amici.